# محمد رشو
محمد رشو شاعر كردي سوري ولد في حلب عام 1974 ومقيم في هولندا منذ عام 2014.

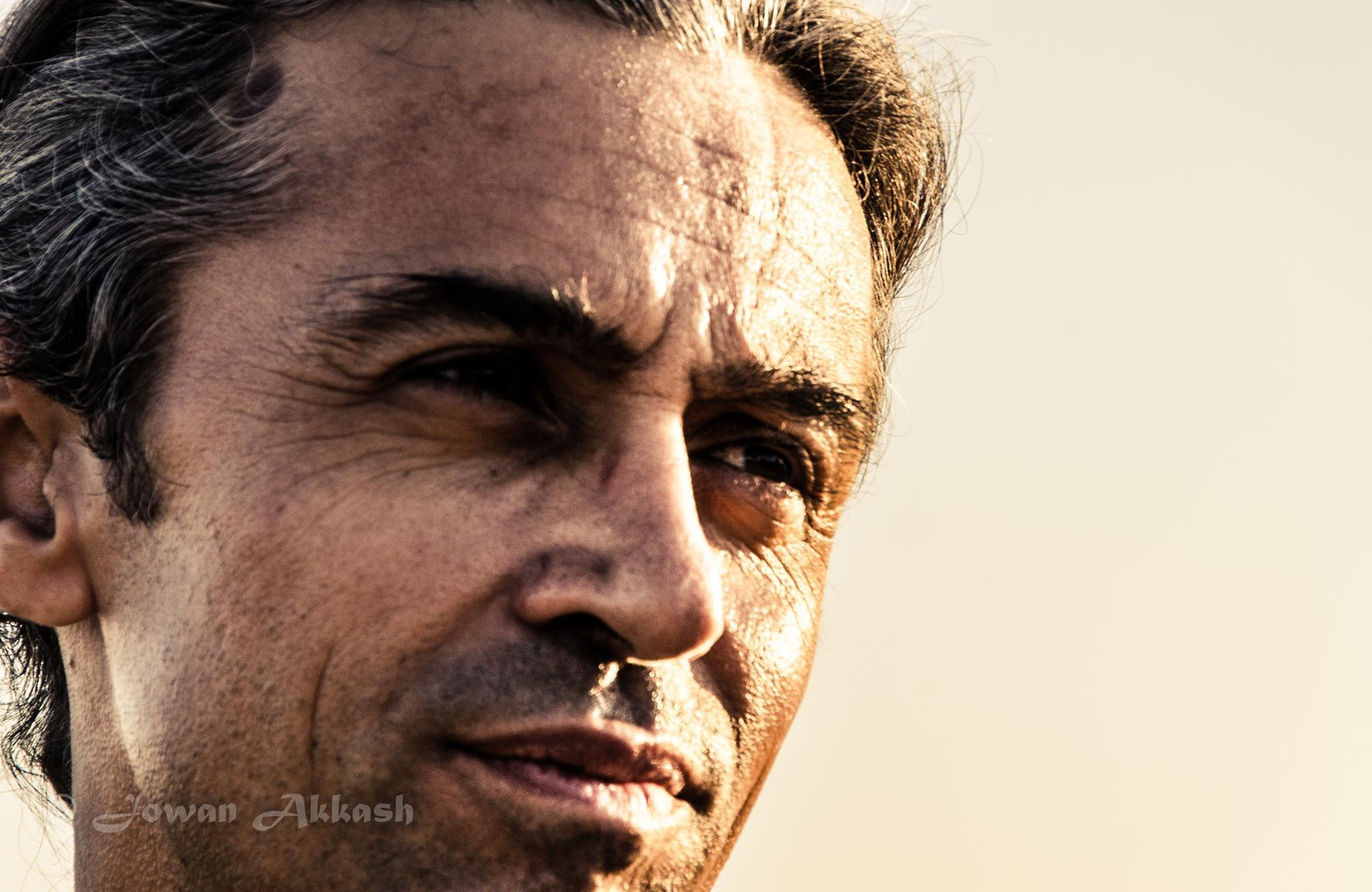

## المؤلفات
- عين رطبة 2005[1]
- الأعمال الشعرية – دار أبابيل – سلسلة كتب رقمية 2016[2]
- الجوكر – قصص قصيرة – منشورات غاليري الأدب - الدار البيضاء 2022[3]
- الأجسام أقرب مما تبدو في المرآة – مختارات شعرية – دار هنّ - القاهرة 2023[4]

## الجوائز
- جائزة غاليري الأدبية – دورة أحمد بوزفور عام 2022 الدار البيضاء – المغرب [5][6]
- جائزة البحر الأبيض المتوسط للشعر – دورة 2021-2022 روما – إيطاليا[7]